# Anyphaena encino
Espèce
Anyphaena encino est une espèce d'araignées aranéomorphes de la famille des Anyphaenidae.

## Distribution
Cette espèce est endémique du Mexique. Elle se rencontre au Durango et au Jalisco,.

## Description
Le mâle holotype mesure 3,64 mm et les femelles de 3,78 à 4,24 mm.

## Étymologie
Son nom d'espèce lui a été donné en référence au lieu de sa découverte, Encino.

## Publication originale
- Platnick & Lau, 1975 : A revision of the celer group of the spider genus Anyphaena (Araneae, Anyphaenidae) in Mexico and Central America. American Museum novitates, no 2575, p. 1-36 (texte intégral).